# کیمبرلی دوس راموس
کیمبرلی دوس راموس (به انگلیسی: Kimberly Dos Ramos) (زاده ۱۵ مارس ۱۹۹۲) بازیگر، مدل، خواننده ونزوئلایی است.